# 大黒ジャンクション

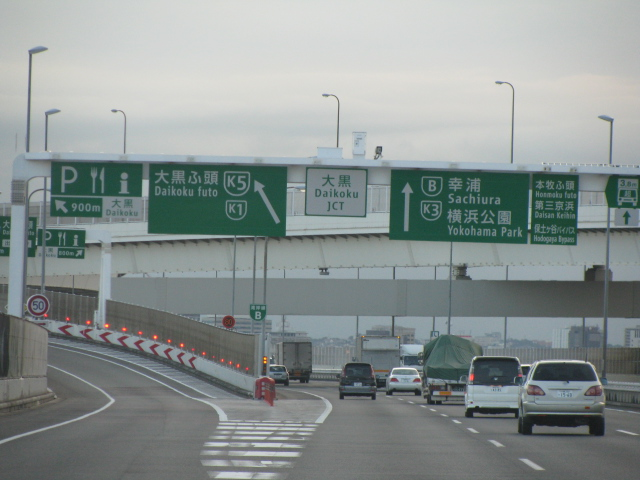
湾岸線西行き方面分岐

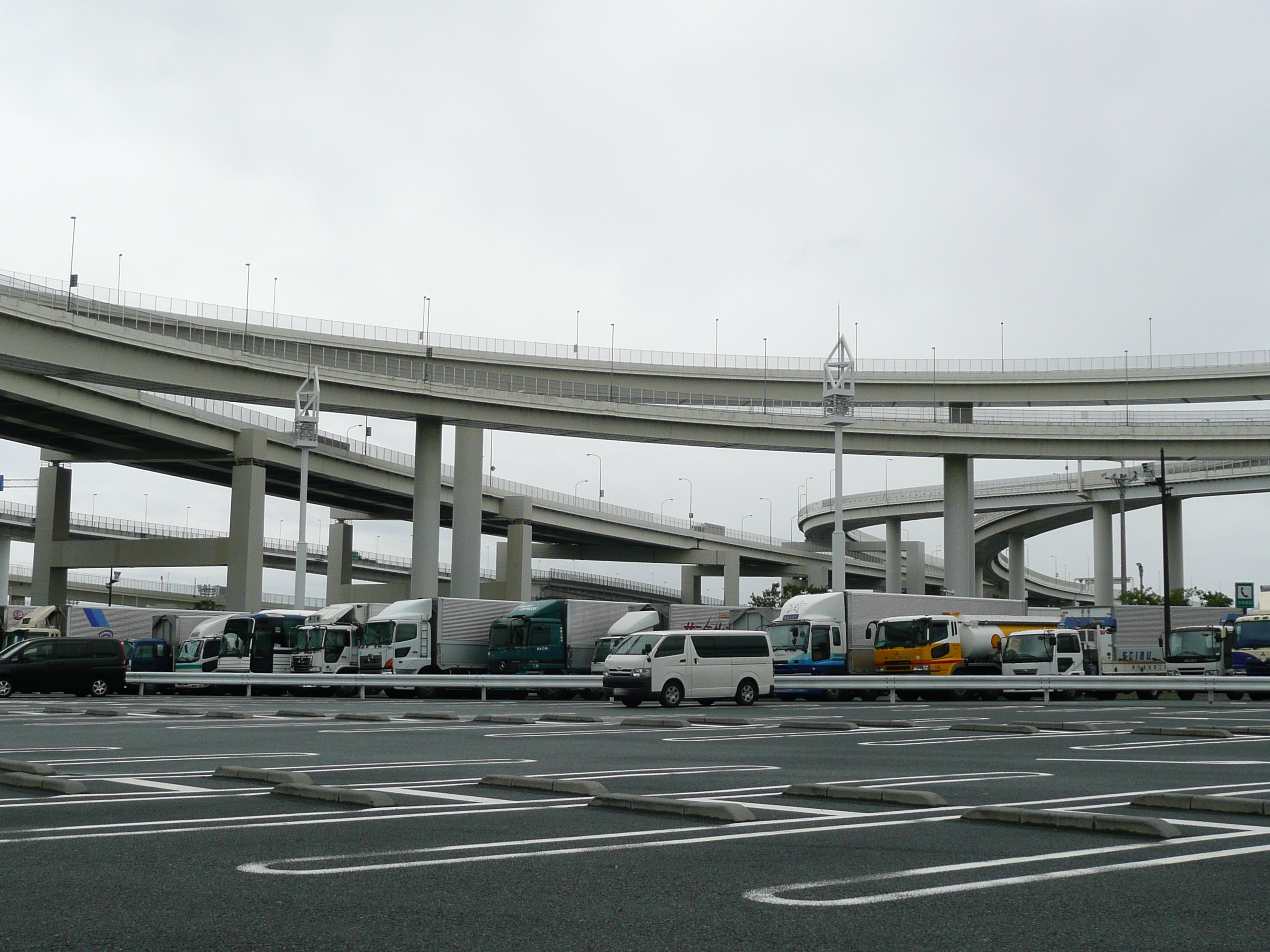
大黒パーキングエリアから見た大黒ジャンクション

大黒ジャンクション（だいこくジャンクション）は、神奈川県横浜市鶴見区大黒ふ頭にある首都高速道路の湾岸線と神奈川5号大黒線を結ぶジャンクションである。大黒パーキングエリアを併設している。

## 連絡している道路
- 首都高速道路
  - 湾岸線
  - 神奈川5号大黒線

## 隣
首都高速湾岸線
本牧JCT（幸浦方面と接続） - (B07B)本牧ふ頭出入口 - 本牧JCT（東京方面と接続） - 横浜ベイブリッジ - 大黒JCT/(B08,B09)大黒ふ頭出入口/大黒PA - 鶴見つばさ橋 - (B10, B11)東扇島出入口
首都高速神奈川5号大黒線
大黒JCT/(551)大黒ふ頭出入口/大黒PA - 生麦JCT